# Dušan Šarotar
Dušan Šarotar, slovenski pisatelj, pesnik, publicist in scenarist, * 16. april 1968, Murska Sobota. Študiral je sociologijo in filozofijo na Filozofski fakulteti v Ljubljani.

## Življenje in delo
Po končani osnovni šoli in Srednji ekonomski šoli v Murski Soboti je študiral sociologijo kulture in filozofijo na Fakulteti za družbene vede in na Filozofski fakulteti v Ljubljani. Živi in ustvarja v Ljubljani in ima status samostojnega ustvarjalca v kulturi. Pri Študentski založbi in pri časopisu Air Beletrina je urednik.
Kritike in eseje je objavljal v Separatiu, Apokalipsi, Dialogih, Razgledih, Ampak, Sodobnosti in Mladini. Organiziral je literarne večere na domačiji Miška Kranjca v Veliki Polani in sodeloval pri organizaciji festivala Poezija in vino. Je avtor več scenarijev za dokumentarne in igrane filme ter filmskih portretov Mateta Dolenca, Staneta Jarma, Gregorja Strniše, Daneta Zajca in Milana Dekleve. Pripravil je samostojno fotografsko razstavo z naslovom Duše, ki je bila del programa EPK Maribor 2012. 
Piše tudi za otroke. Njegova proza in pesmi so bile uvrščene v več domačih in tujih antologij sodobne slovenske literature, med drugim v Antologijo slovenske pesmi v prozi. Proza in pesmi so prevedene v poljski, ruski, češki, madžarski, angleški, italijanski, španski, katalonski, litvanski in portugalski jezik. Gostoval je na mnogih predstavitvah in branjih v tujini. 
V svojem prvem romanu Potapljanje na dah (1999) je iz samotnega otoka ustvaril metaforo za življenje. Sledila je zbirka kratke proze Mrtvi kot (2002) in novela Nočitev z zajtrkom, po kateri je napisal tudi filmski scenarij. Skupaj s pisateljem Ferijem Lainščkom in fotografom Jožetom Suhadolnikom ter glasbeno skupino Občutek za veter je izdal knjigo Občutek za veter (2004), po kateri je bil posnet tudi igrano-dokumentarni film. Krajina v molu (2006) je avtorjev pesniški prvenec, ki ji je sledila 2008 še knjiga pesmi Hiša mojega sina, istega leta pa tudi dve lutkovni predstavi Mali ribič in Železna gora. Za roman Biljard v Dobrayu je bil leta 2007 nominiran za nagrado kresnik. Roman je zgodovinska freska o usodi Judov v Prekmurju, ki so jih Nemci deportirali v taborišča. Po tej literarni predlogi je nastal tudi istoimenski scenarij za celovečerni film, ki ga je režirala Maja Weiss.

### Proza
- Potapljanje na dah,  Beletrina (1999)
- Mrtvi kot, Beletrina (2000)
- Nočitev z zajtrkom, Gloos (2003)
- Biljard v Dobrayu, Beletrina (2007)
- Nostalgija, Beletrina (2010)
- Ostani z mano, duša moja/Ostani z menov, düša moja (v slovenščini in prekmurščini)
- Ne morje ne zemlja, Goga (2012)
- Panorama: pripoved o poteku dogodkov, Beletrina (2014)
- Zvezdna karta (2021) (med finalisti za nagrado Kresnik)
- Nikomah poroča, Goga (2023)

### Poezija
- Občutek za veter (soavtor Feri Lainšček; pesmi, Franc-Franc, 2004)
- Krajina v molu (pesmi, Franc-Franc, 2006)
- Hiša mojega sina (pesmi, Franc-Franc, 2008)